# Кубок России по международным шашкам среди клубных команд 2011
Финал Кубка России по международным шашкам среди клубных команд  2011 года прошёл с 21 по 23 ноября в городе Ишимбае.
Приняли участие 5 команд из трех регионов.
Главный судья: Сакаев Д. Х., судья Всероссийской категории
1 место — ШШ «Мельком», Тверь
2 место — «Башнефть», Уфа
3 место — ШК «Саха», Якутск

## Таблица
| № | Команда      | Регион, город                    | Состав команды                                                                     | 1    | 2    | 3    | 4    | 5    | Очки   | Место |
| - | ------------ | -------------------------------- | ---------------------------------------------------------------------------------- | ---- | ---- | ---- | ---- | ---- | ------ | ----- |
| 1 | ШК «Ишимбай» | РБ, Ишимбай                      | 1. Мильшин Владимир, 2.Ишмуратов Фидан, 3. Федин Сергей 4. Мильшин Максим          |      | 0(2) | 1(4) | 0(3) | 2(8) | 3(17)  | IV    |
| 2 | Мельком      | Тверь                            | 1.Калмаков Андрей, 2. Верховых Алексей, 3. Верховых Александр, 4. Бонадыков Сергей | 2(6) |      | 2(6) | 0(3) | 2(8) | 6(23)  | I     |
| 3 | Саха         | Республика Саха (Якутия), Якутск | 1.Гермогенов Николай, 2.Шестакова Наталья, 3. Иван Трофимов, 4. Андреев Айсен      | 1(4) | 0(2) |      | 2(5) | 2(7) | 5 (18) | III   |
| 4 | «Башнефть»   | РБ, Уфа                          | 1.Гетманский Александр, 2. Ишимбаев Ринат, 3.Ишметов Рим, 4. Шайбаков Айнур        | 2(5) | 2(5) | 0(3) |      | 2(8) | 6(21)  | II    |
| 5 | Уфа          | РБ, Уфа                          | 1.Шарафутдинов Марсель, 2. Рыжов Илья, 3. Сахиуллин Данил, 4.Мухаметов Азат        | 0(0) | 0(0) | 0(1) | 0(0) |      | 0(1)   | V     |